# Vicente Guerrero (Cajeme)
Vicente Guerrero o también llamado El Portón, es un ejido del municipio de Cajeme ubicado en el sur del estado mexicano de Sonora, en la zona del valle del Yaqui. Según los datos del Censo de Población y Vivienda realizado en 2020 por el Instituto Nacional de Estadística y Geografía (INEGI), Vicente Guerrero (El Portón) tiene un total de 1248 habitantes.

## Geografía
Vicente Guerrero se sitúa en las coordenadas geográficas 27°32'17" de latitud norte y 109°58'45" de longitud oeste del meridiano de Greenwich, a una elevación de 31 metros sobre el nivel del mar.